# Dimetilazobenceno
El Dimetilazobenceno es un colorante azoderivado empleado en la industria alimentaria como aditivo para teñir las grasas de un color amarillo similar al de la mantequilla. Este uso se prolongó hasta que en el año 1937 se descubrió que era un potente cancerígeno hepático. Es empleado también como un indicador de pH en medio ácido capaz de virar del color amarillo al rojo.

## Propiedades
El dimetilazobenceno en solución acuosa ácida aparece rojizo (en ragos de pH 2.9 y 4.0) empezando el viraje a color amarillo en los 4.0 siendo amarillo a ese pH.  